# Dar Hassan Pacha
Dar Hassan Pacha est un palais de la casbah d'Alger construit en 1791 par Sidi Hassan, dey d'Alger. Situé dans la basse casbah il est mitoyen de la mosquée Ketchaoua. Palais de style et de plan maghrébin, avec son patio central, il possède également une façade datant du XIXe siècle de style mauresque et néo-gothique.

## Historique
Le palais Hassan Pacha est ainsi construit en 1791 par le Dey d’Alger Sidi Hassan Pacha (1791 - 1797), dit Hassan Pacha El Khaznadji (le Trésorier), ministre des finances du Dey d'Alger Mohamed Ben Othmane. Demeure du dignitaire, le palais servait également pour les audiences officielles ; cependant le conseil (Diwan) se tenait plutôt à la Jenina. On retrouve les fonctions de représentation de ce palais au travers de certaines pièces, comme une résidence pour les hôtes de passage, ou encore la grande salle vitrée de l’étage supérieur, réservée au dey pour y accueillir ses hôtes.
Avant 1830, ce palais était la propriété des enfants de Hussein Dey et Fatma (fille de Sidi Hassan Pacha): Omar Bey et Lella N'Fissa.
Après 1830, il devient le Palais des  gouverneurs généraux français d'Algérie sous le nom de Palais d’Hiver puis Palais Bruce de 1939 à 1950. Napoléon III  y descend lors de ses séjours à Alger en 1860 et 1865. Affecté en 1946 à l’enseignement des études islamiques, puis au Ministère des Affaires religieuses dans les années 1990, le palais est classé Monument historique depuis 1982.